# Dmitri Leliouchenko
 (décembre 2017).
Si vous disposez d'ouvrages ou d'articles de référence ou si vous connaissez des sites web de qualité traitant du thème abordé ici, merci de compléter l'article en donnant les références utiles à sa vérifiabilité et en les liant à la section « Notes et références ».
Dmitri Danilovitch Leliouchenko (en russe : Дмитрий Данилович Лелюшенко), né le 20 octobre 1901 (2 novembre dans le calendrier grégorien) à Novokouznetsova, dans l'actuel l'oblast de Rostov et décédé le 20 juillet 1987 à Moscou, est un commandant militaire soviétique. Général d'armée en 1959, deux fois Héros de l'Union soviétique (7 avril 1940 et 5 avril 1945), Héros de la Tchécoslovaquie (30 mai 1970) et membre du PCUS depuis 1924.

## Biographie
Vétéran de la guerre civile russe il sort diplômé de l'Académie militaire Frounze en 1933.
Pendant la guerre d'Hiver il dirige l'unité des blindés et participe notamment aux combats sur la ligne Mannerheim.
Il commande le 1e Corps de fusiliers de la Garde en octobre 1941. Durant neuf jours, les soldats de cette unité s'illustrèrent héroïquement devant Mtsensk. Au plus fort des combats pour Mtsensk où les tankistes de la 4e brigade de chars du colonel Mikhaïl Katoukov se distinguèrent particulièrement, Leliouchenko reçut l'ordre de rejoindre la 5e armée qui préparait les défenses dans la zone de Mojaïsk.

Toutefois, il ne dirige pas longtemps la 5e armée, puisqu'il est gravement blessé au combat et envoyé à l'hôpital de Gorki.
Après son rétablissement, le 18 novembre 1941, le major-général Lelyushenko est nommé commandant de la 30e armée avec laquelle il combat durant l'opération défensive Klinsko-Solnechnogorsk (ru), pendant la bataille de Moscou.
En novembre 1942, il est nommé commandant de la 1re armée de la Garde.
Le 29 mars 1944, D. D. Lelyushenko prend le commandement de la 4e armée blindée.
Après la guerre, en 1960-1964, il préside la DOSAAF, une puissante organisation de soutien à l'armée, agissant notamment pour la popularisations des sports ou la préparation de la jeunesse au service militaire obligatoire. À plusieurs reprises il est élu député du Soviet suprême de l'Union soviétique (1938-1946, 1958-1962, 1962-1966).
Mort à Moscou, Dmitri Leliouchenko est enterré au cimetière de Novodevitchi.

## Grades militaires
- 25 décembre 1935 : Major
- 29 octobre 1939 : Colonel
- 1er avril 1940 : Kombrig (ru)
- 4 juin 1940 : Général de division
- 2 janvier 1942 : Lieutenant général
- 11 mai 1944 : Colonel-général
- 8 mai 1959 : Général d'armée

## Décorations
- Médaille pour la victoire sur l'Allemagne
- Commandeur de l'ordre Polonia Restituta
- Chevalier de l'Ordre militaire de Virtuti Militari
- Ordre de la Croix de Grunwald IIIe classe
- Médaille pour la Défense de Stalingrad
- Médaille pour la Défense de Moscou
- Ordre de la Guerre patriotique de Ire classe (1985)
- Ordre de Bogdan Khmelnitski de Ire classe (1944)
- Ordre de Koutouzov de Ire classe (1943; 1944)
- Ordre de Souvorov de Ire classe (1943; 1945)
- Ordre du Drapeau rouge (1940; 1941; 1944; 1949)
- Ordre de la révolution d'Octobre (1971)
- Ordre de Lénine (1940; 1942; 1945; 1961; 1981; 1986)